# 新北航源女子足球隊
新北航源女子足球隊（簡稱為新北航源），曾在2017年參與 台灣木蘭足球聯賽 ，2018年短暫退出後，於2019年重返木蘭聯賽。

## 簡介
以輔仁大學女子足球隊為主體，據點在新北市，由航源事業冠名贊助，球隊代表色為紅色並以齊天大聖為吉祥物，球風強調靈活移動及小組合作。

## 隊職員及球員名單
更新日期：2021年4月19日 
| 總領隊   | 林湧成 |
| 領隊     | 邱奕文 |
| 球隊經理 | 林雨欣 |
| 球隊管理 | 陳曉萱 |
| 球隊管理 | 黃振庭 |

| 總教練   | 徐 翊  |
| 教練     | 洪慶懷 |
| 守門教練 | 謝文浩 |
| 助理教練 | 陳慶烜 |
| 助理教練 | 陳彥叡 |
| 體能教練 | 謝廷凱 |

| 防護員 | 張耘齊 |
| 防護員 | 游琇云 |
| 防護員 | 周明葳 |
| 防護員 | 胡雅婕 |

註釋：國旗表示球員在國際足聯資格規則定義的國家隊。球員可能擁有一個以上非國際足聯國籍。
| 號碼 |          | 位置 | 球員                       |
| ---- | -------- | ---- | -------------------------- |
| 1    | 臺灣地區 | 门将 | 王剴璇（ 2002 年1月16日）  |
| 2    | 臺灣地區 | 中场 | 陳曉萱（ 2000 年2月25日）  |
| 3    | 臺灣地區 | 后卫 | 林鈺婷（ 2002 年5月24日）  |
| 4    | 臺灣地區 | 后卫 | 余汶倢（ 2000 年10月3日）  |
| 5    | 臺灣地區 | 前锋 | 曾筠晴（ 2000 年2月14日）  |
| 6    | 臺灣地區 | 后卫 | 楊薰瑋（ 2002 年6月10日）  |
| 7    | 臺灣地區 | 后卫 | 陳英惠 （ 1998 年10月5日） |
| 8    | 臺灣地區 | 前锋 | 李翊汶（ 2004 年9月20日）  |
| 9    | 臺灣地區 | 中场 | 陳郁安（ 1998 年5月17日）  |
| 10   | 臺灣地區 | 前锋 | 陳燕萍（ 1991 年8月20日）  |
| 11   | 臺灣地區 | 后卫 | 陳芯柔（ 1996 年7月19日）  |
| 13   | 臺灣地區 | 中场 | 劉憶芳（ 1999 年10月26日） |
| 14   | 臺灣地區 | 后卫 | 張純榛（ 1999 年9月12日）  |

| 號碼 |          | 位置 | 球員                       |
| ---- | -------- | ---- | -------------------------- |
| 15   | 臺灣地區 | 后卫 | 張愫心（ 1990 年10月4日）  |
| 16   | 臺灣地區 | 中场 | 鄭卉伶（ 2005 年12月10日） |
| 17   | 臺灣地區 | 门将 | 李奕潔（ 2000 年9月17日）  |
| 18   | 臺灣地區 | 中场 | 曾筠雅（ 2002 年9月6日）   |
| 19   | 臺灣地區 | 中场 | 范妤瑄（ 2002 年6月20日）  |
| 20   | 臺灣地區 | 前锋 | 江佳臻（ 2000 年12月19日） |
| 21   | 臺灣地區 | 门将 | 廖玟淇（ 1997 年8月8日）   |
| 22   | 臺灣地區 | 中场 | 胡若梅（ 1999 年1月12日）  |
| 23   | 臺灣地區 | 门将 | 吳劭嬅（ 2002 年9月11日）  |
| 24   | 臺灣地區 | 后卫 | 卿珮萱（ 2002 年9月9日）   |
| 25   | 臺灣地區 | 后卫 | 陳巧倚（ 2001 年11月22日） |
| 26   | 臺灣地區 | 后卫 | 劉芷綾（ 2006 年2月7日）   |

## 外部連結
- 新北航源女子足球隊的Facebook專頁
- 中華民國足球協會 （页面存档备份，存于）